# Joao Villamarín
Joao Villamarín (Pisco, 10 de febrero de 1992) es un futbolista peruano. Juega como delantero y su equipo actual es Sport Boys de la Liga 1 de Perú.

## Trayectoria
Llegó a Lima desde su natal Pisco a los 6 años. Se inició jugando torneos de menores en Atlético Universidad, luego pasó por Cienciano y en 2009 pasó al Defensor Laure Sur de la Copa Perú, disputando la Liga Distrital de Chancay, sin embargo, no logró clasificar a la Etapa Provincial de Huaral. Llegó a Alianza Lima en el año 2010 para reforzar la reserva del club blanquiazul. Sin embargo, no contó con oportunidades debido a que el entrenador José Soto prefería poner a otros delanteros en su puesto; llegó a jugar solo un partido con los íntimos frente a León De Huánuco por la primera fecha del Torneo Apertura. Curiosamente, este partido lo jugó debido a una huelga de jugadores, por lo que varios equipos optaron por jugar con sus divisiones menores.
En 2013, fue parte del plantel en la delantera ancashina, club del cual se salió por falta de pagos. Sin embargo, fue uno de los principales goleadores del equipo, siendo una de las revelaciones de la Segunda División del Perú. A mediados de 2013 se marchó al Unión Comercio siendo socio de Víctor Rossel que finalmente terminó como uno de los goleadores del campeonato de ese año. Además, ayudó a su equipo a salvarse del descenso en las fechas finales. En el año 2014, la llegada del colombiano Walter Aristizábal le brindó confianza a Joao quien se consolidó y ese mismo año su equipo consiguió una histórica clasificación a la Copa Sudamericana 2015, quedando cuarto en el acumulado. En la Copa Sudamericana Joao anotó el tanto del empate del Unión Comercio contra las Águilas Doradas en el partido de vuelta.
A finales de ese año fichó por el Real Garcilaso, fue Jorge Espejo quien pidió y recomendó su contratación. Al año siguiente jugó la Copa Sudamericana 2016 llegando hasta la segunda ronda siendo eliminados por Palestino y estando en todos los partidos junto al colombiano Wilberto Cosme. Luego de su gran año tuvo la posibilidad de regresar al Alianza Lima o emigrar a Arabia Saudita, pero esas posibilidades no llegaron a concretarse. Luego de una gran segunda parte en el Real Garcilaso, firmó por la niversidad Técnica de Cajamarca para la temporada 2017, logrando clasificar a la Copa Sudamericana 2018 y teniendo un año bastante bueno.
Finalmente, luego de tener una buena actuación en el club UTC en 2018 fichó por el F. B. C. Melgar por dos temporadas, destacando gran parte del año llegando a semifinales, sin embargo, no logró destacar como en sus anteriores equipos. Jugó la Copa Libertadores 2018. Con Melgar logró ganar su primer campeonato, el Torneo Clausura. A pesar de tener contrato vigente, rescindió para luego fichar en 2019 por el recién ascendido Carlos A. Mannucci. Luego de anotarle a la Universidad Técnica de Cajamarca y realizar una peculiar celebración, fue amenazado por muchos hinchas de Universitario de Deportes que tomaron mal la celebración.
Con Mannucci no tendría el rendimiento adecuado por lo que no se le renovó su contrato. En el año 2020 fichó por Ayacucho F. C., donde llegó a semifinales de la liga, terminando en el tercer puesto y ganando el Torneo Clausura, además Joao anotó en la tanda de penales, logrando su segundo campeonato. El 4 de enero de 2021 fue fichado por Sport Boys, terminando como el máximo goleador del club ese año y unos de los máximos goleadores tanto en la Liga 1 2021 como en la Copa Bicentenario 2021. Anotó 13 goles en el año y brindó 4 asistencias.
Luego de terminar su contrato con Sport Boys el 30 de octubre, tuvo la propuesta para renovar con el plantel rosado, un sondeo del extranjero y la propuesta formal de Universitario de Deportes. Después de su gran actuación en Sport Boys fue anunciado como fichaje del Club Universitario de Deportes para la temporada 2022 por un año. En su debut oficial con el plantel merengue logró anotar en la primera fecha del torneo frente a la Academia Cantolao, en una victoria 3-0 para los cremas. Jugó la Copa Libertadores 2022 frente a Barcelona, sin embargo, su club perdió la llave en la segunda ronda del torneo. Luego de un torneo irregular, donde los técnicos que pasaron por el club no le tuvieron la confianza adecuada y la regularidad necesitada, se decidió mandarlo a préstamo al Atlético Grau para el Torneo Clausura.

## Estadísticas

### Clubes
| Club                      | Div.          | Temporada     | Liga  | Liga  | Liga   | Copas nacionales | Copas nacionales | Copas nacionales | Torneos internacionales | Torneos internacionales | Torneos internacionales | Total | Total | Total  |
| Club                      | Div.          | Temporada     | Part. | Goles | Asist. | Part.            | Goles            | Asist.           | Part.                   | Goles                   | Asist.                  | Part. | Goles | Asist. |
| ------------------------- | ------------- | ------------- | ----- | ----- | ------ | ---------------- | ---------------- | ---------------- | ----------------------- | ----------------------- | ----------------------- | ----- | ----- | ------ |
| Alianza Lima · Perú       | 1.ª           | 2012          | 1     | 0     | 0      | —                | —                | —                | —                       | —                       | —                       | 1     | 0     | 0      |
| Alianza Lima · Perú       | Total club    | Total club    | 1     | 0     | 0      | 0                | 0                | 0                | 0                       | 0                       | 0                       | 1     | 0     | 0      |
| Sport Áncash · Perú       | 2.ª           | 2013          | 15    | 6     | 1      | —                | —                | —                | —                       | —                       | —                       | 15    | 6     | 1      |
| Sport Áncash · Perú       | Total club    | Total club    | 15    | 6     | 1      | 0                | 0                | 0                | 0                       | 0                       | 0                       | 15    | 6     | 1      |
| Unión Comercio · Perú     |               |               |       |       |        |                  |                  |                  |                         |                         |                         |       |       |        |
| 1.ª                       | 2013          | —             | —     | —     | —      | —                | —                | —                | —                       | —                       | 0                       | 0     | 0     |        |
| 1.ª                       | 2014          | 21            | 3     | 1     | 7      | 3                | 1                | —                | —                       | —                       | 28                      | 6     | 2     |        |
| 1.ª                       | 2015          | 14            | 1     | 0     | 4      | 0                | 0                | 1                | 1                       | 0                       | 19                      | 2     | 0     |        |
| Total club                | Total club    | 35            | 4     | 1     | 11     | 3                | 1                | 1                | 1                       | 0                       | 47                      | 8     | 2     |        |
| Cusco F.C. · Perú         | 1.ª           | 2016          | 29    | 8     | 3      | —                | —                | —                | 4                       | 0                       | 0                       | 33    | 8     | 3      |
| Cusco F.C. · Perú         | Total club    | Total club    | 29    | 8     | 3      | 0                | 0                | 0                | 4                       | 0                       | 0                       | 33    | 8     | 3      |
| U.T.C. · Perú             | 1.ª           | 2017          | 26    | 5     | 2      | 16               | 2                | 1                | —                       | —                       | —                       | 42    | 7     | 3      |
| U.T.C. · Perú             | Total club    | Total club    | 26    | 5     | 2      | 16               | 2                | 1                | 0                       | 0                       | 0                       | 42    | 7     | 3      |
| FBC Melgar · Perú         | 1.ª           | 2018          | 19    | 4     | 0      | 7                | 1                | 0                | 2                       | 0                       | 0                       | 28    | 5     | 0      |
| FBC Melgar · Perú         | Total club    | Total club    | 19    | 4     | 0      | 7                | 1                | 0                | 2                       | 0                       | 0                       | 28    | 5     | 0      |
| Carlos A. Mannucci · Perú | 1.ª           | 2019          | 19    | 2     | 2      | 1                | 0                | 0                | —                       | —                       | —                       | 20    | 2     | 2      |
| Carlos A. Mannucci · Perú | 1.ª           | 2023          | 12    | 1     | 1      | —                | —                | —                | —                       | —                       | —                       | 12    | 1     | 1      |
| Carlos A. Mannucci · Perú | Total club    | Total club    | 31    | 3     | 3      | 1                | 0                | 0                | 0                       | 0                       | 0                       | 32    | 3     | 3      |
| Ayacucho FC · Perú        | 1.ª           | 2020          | 27    | 3     | 2      | —                | —                | —                | —                       | —                       | —                       | 27    | 3     | 2      |
| Ayacucho FC · Perú        | Total club    | Total club    | 27    | 3     | 2      | 0                | 0                | 0                | 0                       | 0                       | 0                       | 27    | 3     | 2      |
| Sport Boys · Perú         | 1.ª           | 2021          | 22    | 11    | 4      | 3                | 2                | 0                | —                       | —                       | —                       | 25    | 13    | 4      |
| Sport Boys · Perú         | Total club    | Total club    | 22    | 11    | 4      | 3                | 2                | 0                | 0                       | 0                       | 0                       | 25    | 13    | 4      |
| Universitario · Perú      | 1.ª           | 2022          | 8     | 1     | 0      | —                | —                | —                | 2                       | 0                       | 0                       | 10    | 1     | 0      |
| Universitario · Perú      | Total club    | Total club    | 8     | 1     | 0      | 0                | 0                | 0                | 2                       | 0                       | 0                       | 10    | 1     | 0      |
| Atlético Grau · Perú      | 1.ª           | 2022          | 16    | 5     | 0      | —                | —                | —                | —                       | —                       | —                       | 16    | 5     | 0      |
| Atlético Grau · Perú      | Total club    | Total club    | 16    | 5     | 0      | 0                | 0                | 0                | 0                       | 0                       | 0                       | 16    | 5     | 0      |
| Total carrera             | Total carrera | Total carrera | 228   | 50    | 16     | 38               | 8                | 2                | 9                       | 1                       | 0                       | 275   | 59    | 19     |
| 1. 2. 3.                  |               |               |       |       |        |                  |                  |                  |                         |                         |                         |       |       |        |

## Palmarés

### Títulos nacionales
| Título          | Club        | País | Año  |
| --------------- | ----------- | ---- | ---- |
| Torneo Clausura | FBC Melgar  | Perú | 2018 |
| Torneo Clausura | Ayacucho FC | Perú | 2020 |

### Distinciones individuales
| Distinción                                             | Año  |
| ------------------------------------------------------ | ---- |
| Once ideal de la Copa Bicentenario según Dechalaca.com | 2021 |
| Goleador del Torneo Clausura                           | 2021 |
| Mejor once de la Liga 1 según la SAFAP                 | 2021 |